# Епанчин, Иван Петрович
Иван Петрович Епанчин (1788, Санкт-Петербург — 5 августа 1875, Санкт-Петербург) — русский адмирал (1856), участник Наваринского сражения, военный губернатор Ревеля.

## Биография
Иван Епанчин родился в семье отставного секунд-майора Петра Александровича Епанчина (1753—1822).
Окончив Морской корпус вторым по успехам, был произведён 27 декабря 1805 года в чин мичмана.
В 1823 году командуя 14-пушечной шхуной «Радуга» выполнял гидрографические работы в Финском заливе.
На следующий год командуя 16-пушечным шлюпом «Свирь» выполнял опись берегов Финского залива и 6 октября 1824 года из-за ошибки в счислении сел на мель у острова Нерва, не смог сняться и корабль был разбит волнами, экипаж был спасен бригом «Олимп».
В 1827 году капитан-лейтенант Епанчин, командуя 48-пушечным фрегатом «Проворный», в составе эскадры контр-адмирала Л. П. Гейдена, принял деятельное участие в Наваринском сражении и повредил и вывел из строя два турецких фрегата. В 1828—1830 годах продолжал крейсерство в Средиземном море и Архипелаге, командуя 74-пушечным кораблём «Александр Невский», и в составе эскадры контр-адмирала П. И. Рикорда принял участие в блокаде Дарданелл.

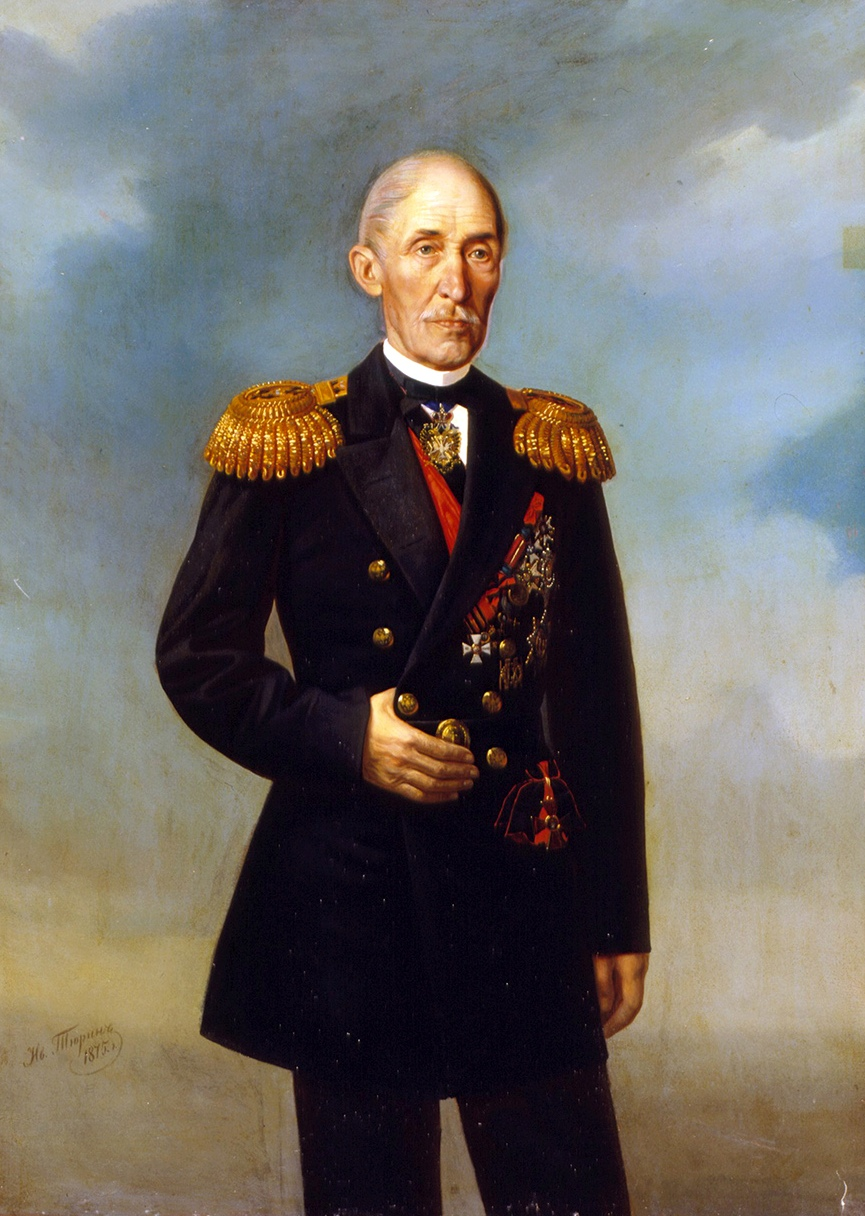
Адмирал И. П. Епанчин на портрете И. А. Тюрина

В 1830 году награждён орденом Св. Георгия 4-й степени № 4490 за выслугу 25 лет в офицерских чинах. Командовал в 1832—1837 годах 110-пушечным кораблем «Император Пётр I» и в составе эскадр находился в практических плаваниях в Балтийском море и Финском заливе.
В июне — сентябре 1835 года в составе эскадры вице-адмирала П. И. Рикорда доставил Гвардейский корпус из Кронштадта в Данциг, а затем перевез его в Ревель. В том же году был награждён орденом Святого Владимира 3-й степени.
В 1838 году был произведён в контр-адмиралы и назначен командиром 2-й бригады 1-й флотской дивизии. В 1843 году награждён орденом Святого Станислава 1-й степени.
В 1846 году назначен командующим 3-й флотской дивизией и награждён орденом Святой Анны 1-й степени. В кампанию 1847 года, имея флаг на 74-пушечном корабле «Ингерманланд» (капитан 2-го ранга С. В. Воеводский), командовал Сводной дивизией Балтийского флота, крейсеровал на Балтике и в Немецком море до Доггер-банки.
В мае 1848 года 3-я дивизия Балтийского флота (6 линейных кораблей, 1 фрегат, 1 бриг и 1 пароход) под командованием Епанчина совершила переход к датским берегам и крейсировала между островами Мён, Рюген и Борнгольм. В том же году произведён в вице-адмиралы и утвержден в должности начальника дивизии.
В 1850 году Епанчину было дано особое, весьма ответственное поручение: возглавить Датскую экспедицию русского флота. По воле императора Николая I, почти весь Балтийский флот был отправлен в датские воды, с целью энергичным образом повлиять на решение шлезвиг-гольштейнского вопроса. В это время политическое преобладание России в Европе достигло своего апогея, и влияние русского царя было чрезвычайно; одного появления нашего флота в датских водах оказалось достаточным, чтобы спасти Данию от грозившей ей опасности. Датский король Фридрих VII Ольденбург высоко оценил помощь России, 18 сентября 1850 года лично посетил эскадру и пожаловал вице-адмиралу Епанчину знаки ордена Данеброга 1-й степени с бриллиантами, сохранилась легенда, что, представляясь Королю, Иван Петрович сказал: «Не бойся, король Датский, Епанчин с тобою!». В том же году награждён орденом Святого Владимира 2-й степени.
В 1853 году Епанчин был назначен Ревельским военным губернатором и главным командиром Ревельского порта и награждён золотой табакерской с алмазами — «За участие в Комитете о пересмотре морского Устава».
Во время Крымской войны командовал шхернной флотилией для защиты берегов от Бьёрке до Або. В 1855 году Епанчин был назначен председателем морского генерал-аудиториата, в 1856 году произведён в адмиралы и награждён орденом Белого орла — «За беспорочную выслугу 50 лет в офицерских чинах».
В 1859 году награждён орденом Святого Александра Невского. В 1865 году в честь 60-летия службы в офицерских чинах награждён золотой табакеркой. В 1867 году назначен председателем главного военно-морского суда. В 1868 году награждён бриллиантовыми знаками к ордену Святого Александра Невского. В 1872 году награждён орденом Святого Владимира 1 степени.
На службе Епанчин отличался твердостью характера и чрезвычайной энергией, в частной жизни — добротой, приветливостью и хлебосольством. За свою службу Епанчин удостоился получить 40 раз монаршее благоволение.
В память службы Епанчина во флоте, с Высочайшего соизволения, на пожертвованный им капитал в Инвалидном императора Павла I доме содержался один пенсионер из старейших матросов.